# Charenton-du-Cher
Charenton-du-Cher – miejscowość i gmina we Francji, w Regionie Centralnym, w departamencie Cher.
Według danych na rok 1990 gminę zamieszkiwały 1154 osoby, a gęstość zaludnienia wynosiła 24 osoby/km² (wśród 1842 gmin Regionu Centralnego Charenton-du-Cher plasuje się na 341. miejscu pod względem liczby ludności, natomiast pod względem powierzchni na miejscu 101.).